# Besard Šabović
Besard Šabović (alb. Besard Shaboviq, mac. Бесард Шабовиќ, Besard Szabowiḱ; ur. 5 stycznia 1998 w Skopju) – szwedzki piłkarz pochodzenia albańsko-północnomacedońskiego, grający na pozycji defensywnego lub środkowego pomocnika w rosyjskim klubie FK Chimki. Młodzieżowy reprezentant Szwecji (do lat 15., 17., 18., 19. i 21.) oraz Macedonii Północnej do lat 21. Wychowanek IF Brommapojkarna.
W swojej karierze grał także w Djurgårdens IF, IF Brommapojkarna, Dalkurd FF, Mjällby AIF oraz Kayserisporze.

## Sukcesy
Djurgårdens IF
- Mistrzostwo Szwecji: 2019

## Życie prywatne
Jego ojciec jest czarnogórskim Albańczykiem z Plavu, a matka serbską Albanką z Medveđu. Šabović jest prawnukiem członka albańskiej organizacji nacjonalistycznej Liga Prizreńska i wojownika o albańską niepodległość z Księstwem Czarnogóry, Jakupa Ferri.